# Resurrección (serie de televisión)
Resurrección (Hangul= 부활; RR= Bu Hwal; también conocida como Rebirth y Venganza) es una serie televisiva sur-coreana protagonizada por Uhm Tae-woong, Han Ji-min, So Yi-hyun y Go Joo-won.
La serie trata sobre un hombre que pretende ser su hermano gemelo para desenterrar la conspiración que rodea la muerte de su padre y vengarse de sus asesinos.

## Sinopsis
Después de un horrible accidente automovilístico que mata a su padre, el joven Ha-eun es tomado por una familia de desconocidos y criado para ser un hombre joven y feliz (Uhm Tae-woong). Se convierte en un agente policial y empieza a investigar sobre la muerte de su padre, sólo para descubrir algunas verdades horrorosas, no sólo del accidente, sino también sobre su identidad.
Ha-eun descubre que su nombre es realmente Yoo Kang-hyuk y que tiene un hermano gemelo llamado Shin-hyuk (también interpretado por Uhm), quien es ahora VP de una gran compañía. Cuándo un giro cruel del destino da a Ha-eun la oportunidad de conocer la identidad de su hermano, ve esto como su posibilidad de descubrir la verdad sobre su pasado trágico y vengar las injusticias hechas a él y su familia.

## Elenco

### Principales
- Uhm Tae-woong como Seo Ha-eun / Yoo Gang-hyuk (Yoo Shin-hyuk)
  - Kwak Jung-wook como Ha-eun (de joven)
  - Kang San como Ha-eun (de pequeño)
- Han Ji-min como Seo Eun-ha
  - Park Eun-bin como Eun-ha (de joven)
- So Yi-hyun como Lee Kang-joo
- Go Joo-won como Jung Jin-woo[4]

### Secundarios
- Ahn Nae-sang como Yoo Gun-ha
- Lee Dae-yeon como Kyung Ki-do
- Lee Jung-gil como Kang In-cheol
- Kang Shin-il como Seo Jae-su, el padre de Seo Eun-ha
- Gi Ju-bong como Jung Sang-kook, el padre de Jung Jin-woo
- Kim Kap-soo como Lee Tae-joon, el padre de Lee Kang-joo
- Lee Han-wi como Im Dae-shik
- Kim Kyu-chul como Choi Dong-chan
- Kim Yoon-seok como Cheon Gong-myung

### Apariciones especiales
- Lee Jin-wook como el verdadero Steven Lee (ep. #23)

## Episodios
La serie se emitió en KBS2 del 1° de junio al 18 de agosto de 2005 los miércoles y jueves a las 21:50 por 24 episodios.